# Totesd község
Totesd község (románul: Comuna Totești) község Hunyad megyében, Romániában. Központja Totesd, beosztott falvai Copaci, Kernyesd, Poklisa, Rea.

## Népessége
A 2011-es népszámlálás adatai alapján a község népessége 1893 fő volt.